# Leanco Stans
Leanco Stans (ur. 2 grudnia 1997) – południowoafrykańska zapaśniczka walcząca w stylu wolnym. Brązowa medalistka mistrzostw Afryki w 2016. Szósta na igrzyskach olimpijskich młodzieży 2014 roku.